# Doryctes ridiaschinae
Doryctes ridiaschinae är en stekelart som beskrevs av Juan Brèthes 1916. Doryctes ridiaschinae ingår i släktet Doryctes och familjen bracksteklar. Inga underarter finns listade i Catalogue of Life.